# ماجك ليب
ماجك ليب (بالانجليزية: Magic Leap؛ وتعني الوثبة السحرية) هي شركة أمريكية تعمل على تصنيع أجهزة بصرية محمولة يتم ارتداءها على الرأس تعمل على تركيب صور ثلاثية الأبعاد منتجة بواسطة الحاسوب على الأجسام في العالم الحقيقي وذلك من خلال تسليط مجال ضوئي رقمي (digital light field) إلى عين المستخدم.
تأسست من قِبَل روني ابوفيتز (Rony Abovitz) في عام 2010, وفي أُكتوبر عام 2014 عندما كانت الشّركة لا تزال غير معروفة (ولكن التقارير قد سبق وأن ذكرت أنها تعمل على مشاريع تتعلق بالواقع المعزز والرؤية الحاسوبية) استطاعة أن تجمع أكثر من 540 مليون دولار أمريكي من التمويل الاستثماري  من عدة مستثمرين أهمهم جوجل، كوالكوم، آندرسن هورويتز وكلينر بيركنز.
أفادت تحليلات صادره في نوفمبر 2014 من قبل جزمودو (مدونة عالمية مشهورة مختصه في مجال التصميم والتكنلوجيا) استنادا إلى قوائم العمل وتسجيل العلامات التجارية وطلبات براءات الاختراع من ماجك ليب خلصت إلى أن الشّركة تهدف إلى بناء «نظارة جوجل محسنة يمكنها أن تمزج بسلاسة رسومات الحاسوب (Computer Graphics) مع العالم الحقيقي».
ينافس مشروع ماجك ليب أجهزة الواقع المعزز التي تطورها شركة مايكروسوفت و المسماة بمايكروسوفت هولولينز Microsoft HoloLens.

## التكنولوجيا المستخدمة
تطلق ماجك ليب على تقنيتها الجديدة «الواقع السينمائي» بدلاً من الواقع الافتراضي (VR) أو الواقع المعزز (AR) لأنها تعمل بطريقة مختلفة، حيث إن أجهزة الواقع المعزز والأفتراضي التقليدية تعمل بتقنية الستريوسكوب ثلاثية الابعاد حيث تعمل هذه التقنية على إيهام العينين بأن الاجسام التي تراها مجسمة وذلك بأن تُري كل عين صورة مختلفة وبزاوية مختلفة لنفس الجسم ومن الأمثلة المعروفة للأجهزة التي تستخدم هذه التقنية هي أوكيوليوس رفت (Oculus Rift) و سامسونج غير في أر (Samsung's Gear VR).
بدلا من ذلك تستخدم أجهزة ماجك ليب جهاز عرض صغير جدا لتسليط الضوء والصور (مجال ضوئي رقمي) إلى عيني المستخدم مباشرة وبذلك لن يستطيع الدماغ أن يفرق بين الضوء المنبعث من جهاز العرض وبين الضوء المنعكس من الأجسام في العالم الحقيقي مما يؤدي إلى رؤية صور رقمية حية مدمجة في العالم الحقيقي تُظهر انعكاسات مثل الأجسام المادية الحقيقية.

## روابط خارجية
الموقع الرسمي